# 佳里金唐殿
23°09′40″N 120°10′36″E / 23.1611991°N 120.1766562°E
佳里金唐殿，正式稱呼為玉勅皇勅金唐殿，位於今臺灣臺南市佳里區，主祀玉勅代天巡狩（朱府千歲、雷府千歲、殷府千歲），民間尊稱蕭壠三老爺、亦稱蕭壠王，為臺灣民間盛行的王爺千歲信仰代表之一。該廟也是佳里地區的聚落、經濟、蕭壠地區信仰中心、十七角頭廿四村庄公廟，以保留完整剪黏名匠何金龍珍品聞名，經公告為直轄市定古蹟(原國定古蹟)。金唐殿名列南瀛百景之一，並與歸仁保西代天府、北門南鯤鯓代天府，稱為「南瀛古三大代天府」。
另外逢子、卯、午、酉年，金唐殿會在農曆正月中旬主辦「蕭壠香」科，名列南瀛香科、亦是南瀛五大香之中最早成香、為臺南市定的重要民俗活動之一。

## 沿革

### 初建時期
佳里過去是西拉雅族四大社之一的蕭壠社所在地，據說金唐殿的前身可能就是蕭壠社的公廨，位在今廟址旁:154:25。明鄭時期左右，漢人逐漸到蕭壠社勢力範圍定居，一般將鄭軍鎮兵林可棟視為當地漢人的開基祖:22。據說當時在佳里中山路到新生路一帶有一條有北向南，而後往溪流入海中的小溪，兩側過去即是林可棟的墾地:10。而後相傳有某位先民到蕭壠之後，為祈求合境平安，將從家鄉帶來的蕭王爺與觀音菩薩（佛祖媽）供大眾祭祀:50:154:10。當時由於漢人與原住民雜居，這兩尊神佛便安置於蕭壠社公廨中:50:154:10。此外當時還供奉著金府元帥（後來升為金府千歲）與方府娘娘，關於這兩尊神的來歷有兩種說法，一種是「番仔佛」，是原住民受到漢人影響而雕塑的神像，另一說為「唐山佛」，是漢人來臺時所攜來:25。
後來隨著當地發展，有建廟之議，林可棟乃捐今之廟地，並獻上「宏文求莫」匾:25。由於該匾的年代是康熙卅七年（1698年），一般以此為金唐殿的創建年代:25。而關於該小廟的名稱，在民間相傳是稱為「東安宮」:154:114:25。此外又有一說法，於《蕭壠香──佳里玉勅皇勅金唐殿乙酉香科五朝王醮記實》寫說過去於東勢角（第六角）已有建廟祭祀，當時稱為「護庇宮」:25。

### 迎來王爺
清乾隆年間，蕭壠居民因為「保大西里大人廟」（今保西代天府）神威顯赫，而前往分香迎回三位王爺:52:155:27。此外此一「分香」事件，也有說是「偷香」的說法。由於三位王爺的香火日盛，逐漸變為該廟主神，廟名也因而改為「代天府」:52:155:11:27。今留存「乾隆已酉年桐月」（1789年農曆三月）鄭漳源所獻的「簫隴庄代天府」石香爐:27。
另外也有說法表示三位王爺來自海漂王船，只是雕好金身後前往當時最大的廟宇大人廟借殿開光，之後會前往歸仁請火、領兵是為了表示不忘本:28。

### 更名金唐殿
清朝乾隆五十一年（1786年），臺灣發生林爽文事件，因蕭壠一地主動派出義民協助欽差大臣福康安官軍平亂有功，受清高宗乾隆帝恩旨御賜「旌義」匾，賜名蕭壠為「旌義」，以示獎勵:14。乾隆五十四年（1879年），勅石立「旌義碑」並興建義民亭，以紀念此事:52:156:29。另外據說在這次朝廷獎賞中，該廟同時被勅封賜名為「金唐殿」:52:15，勅立「下馬碑」。但也有說法認為是嘉慶廿三年（1818年）總理楊成美、黃光生與董事陳興觀等人倡議重修竣工後，廟名再根據「賜旨勅石建義民亭」的事蹟更改為金唐殿:158:116:29。
咸豐五年（1855年），總理楊成美、陳文秀、舉人陳德言等人倡議重修，請來知名匠師葉王主持:52:15:30。此次工程大致奠定金唐殿後來的規模，然而葉王當時的交趾陶作品日後並未保存下來:15。

### 日治時期
進入日治時期後，明治三十年（1897年）10月1日創蕭壠公學校（今佳里國小）時，曾將金唐殿後殿做為臨時教室，招收六年制學生一班。
昭和三年（1928年），金唐殿在佳里庄長黃深淵、耆老鄭棖葉等人倡議下重修:52:15:30。此次重修請來了廣東剪黏名匠何金龍，留下了大量剪黏作品:52:15:30。何金龍並造一孫文塑像剪粘於右壁前上方。

### 民國時期
二次大戰後，民國45年（1956年）時任董事長陳秀江和鄭定等人發起重修:53:16:32。而為了保存何金龍的作品，請來何金龍的弟子王石發以及王石發之子王保原來主持補修:53:16:32。此外這次工程也請來名匠潘春源處理楹柱彩繪、施天福處理石雕裝飾:53:16:32。
民國74年（1985年），金唐殿因保存清代文物、何金龍之完整剪黏作品等因素，經內政部評定將金唐殿列入第三級古蹟:53。民國87年（1997年）5月，《文化資產保存法》修法，取消古蹟三級分制。佳里金唐殿為縣定古蹟，民國九十九年（2010年）12月，臺南縣市合併升格後，成為直轄市定古蹟。

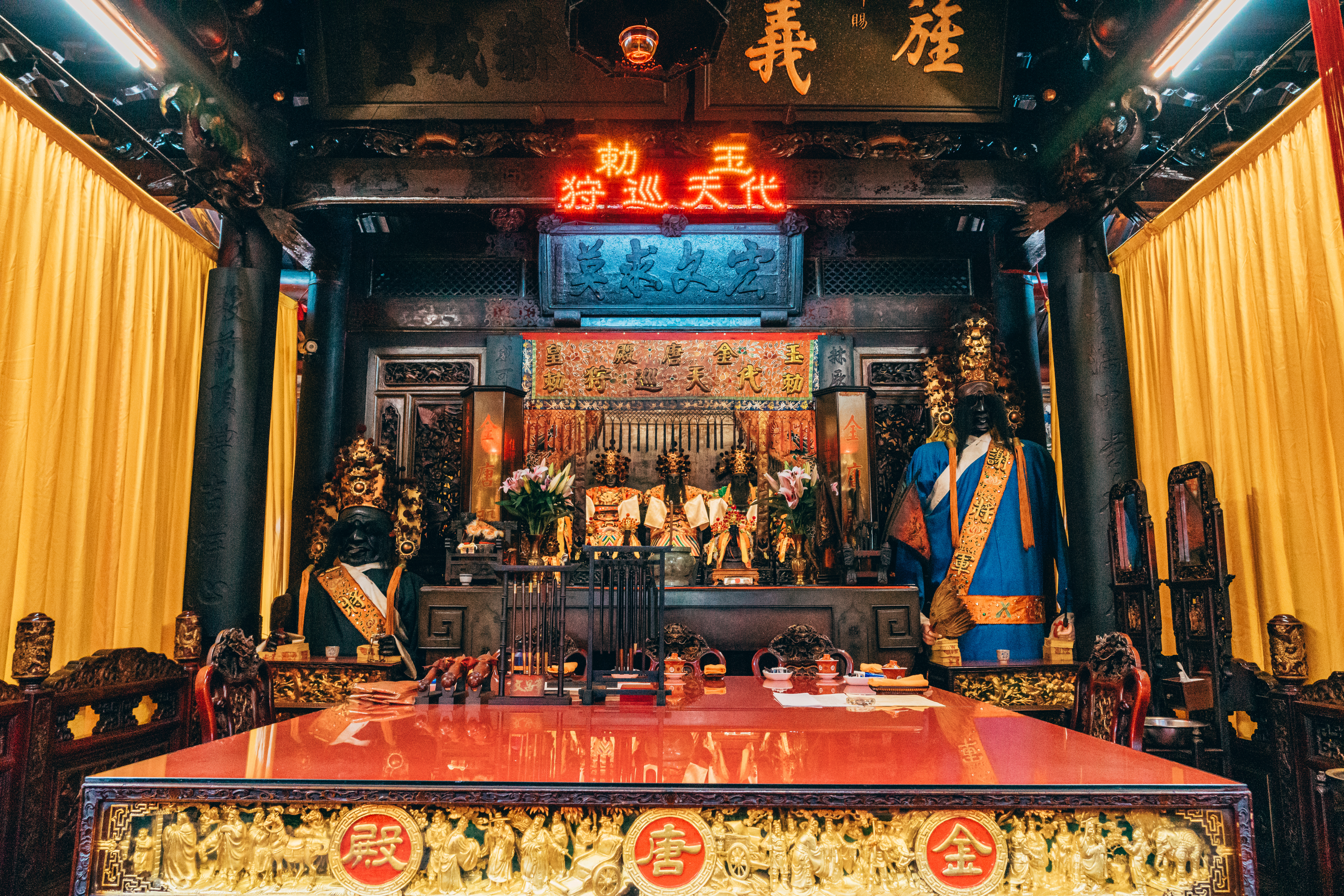
正殿，「宏文求莫」匾、御賜「旌義」匾(右上)、「赫赫威靈」匾(左上)

## 奉祀神祇
- 正殿
  - 主祀：玉勅代天巡狩
    - 朱府（大千歲）、雷府（二千歲）、殷府（三千歲）

  - 同祀：
    - 金府千歲（開基、出巡）、蕭府千歲、方府娘娘、中壇元帥（陪壇、出巡）、南巡吳府千歲、天上聖母、關聖帝君、虎爺將軍（天、地虎爺將軍）

  - 駕前同祀：
    - 謝范將軍(殿後保駕大將軍)

- 後殿三寶殿
  - 主祀：
    - 釋迦牟尼佛、觀音佛祖（南海佛祖）

  - 同祀：

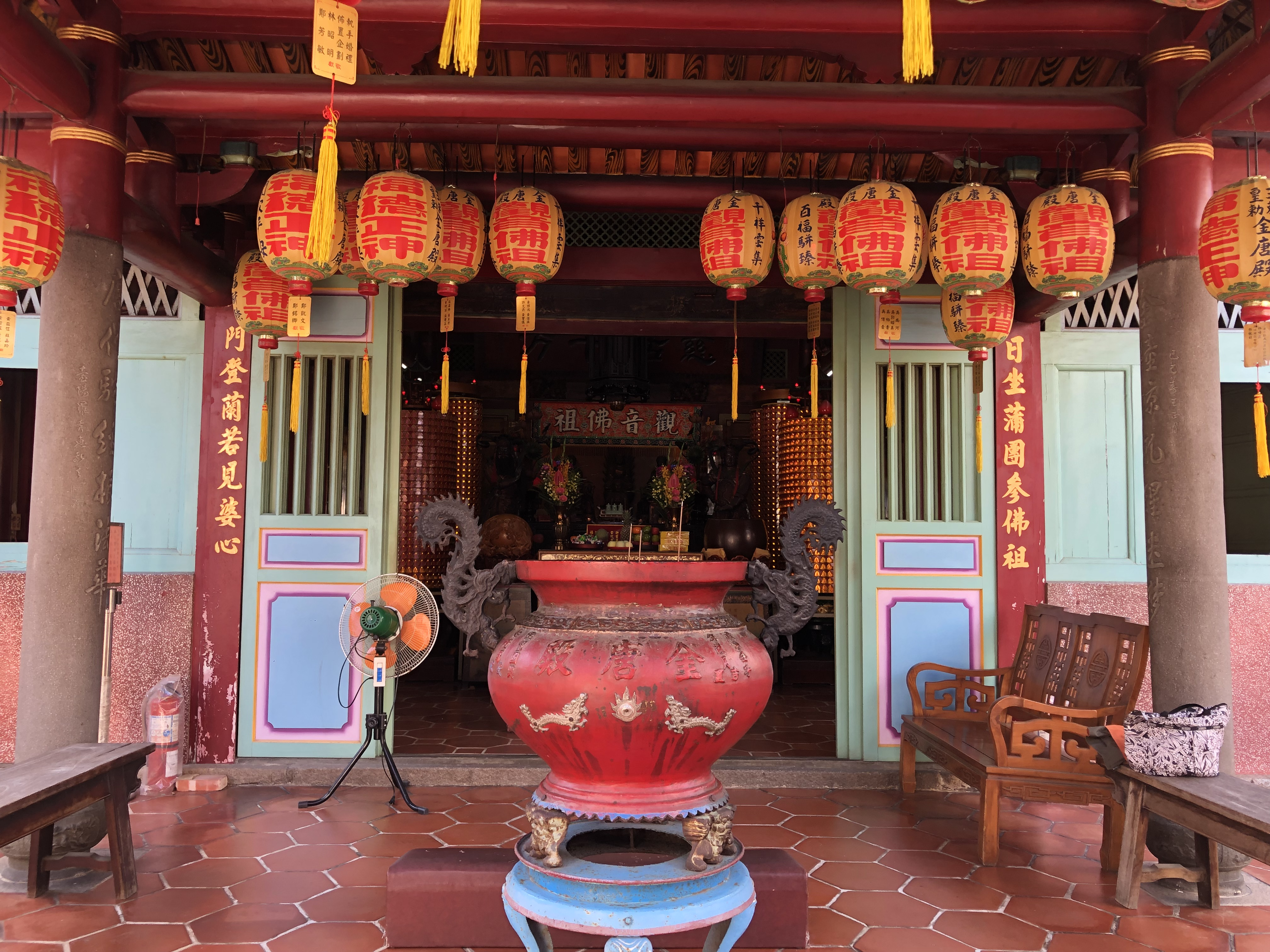
金唐殿後殿的三寶殿，一旁的石柱上為羅秀惠書法。上載「金錘鯨吼醒迷夢 唐代馱經振法華」，並載「己巳春立正月」「臺陽羅秀惠敬書」。己巳年應為1929年。

    - 文殊菩薩、普賢菩薩、阿難尊者、迦葉尊者、三十六天罡星君、七十二地煞星君

  - 配祀：
    - 註生娘娘、福德正神、韋馱尊者、伽藍尊者、十八羅漢

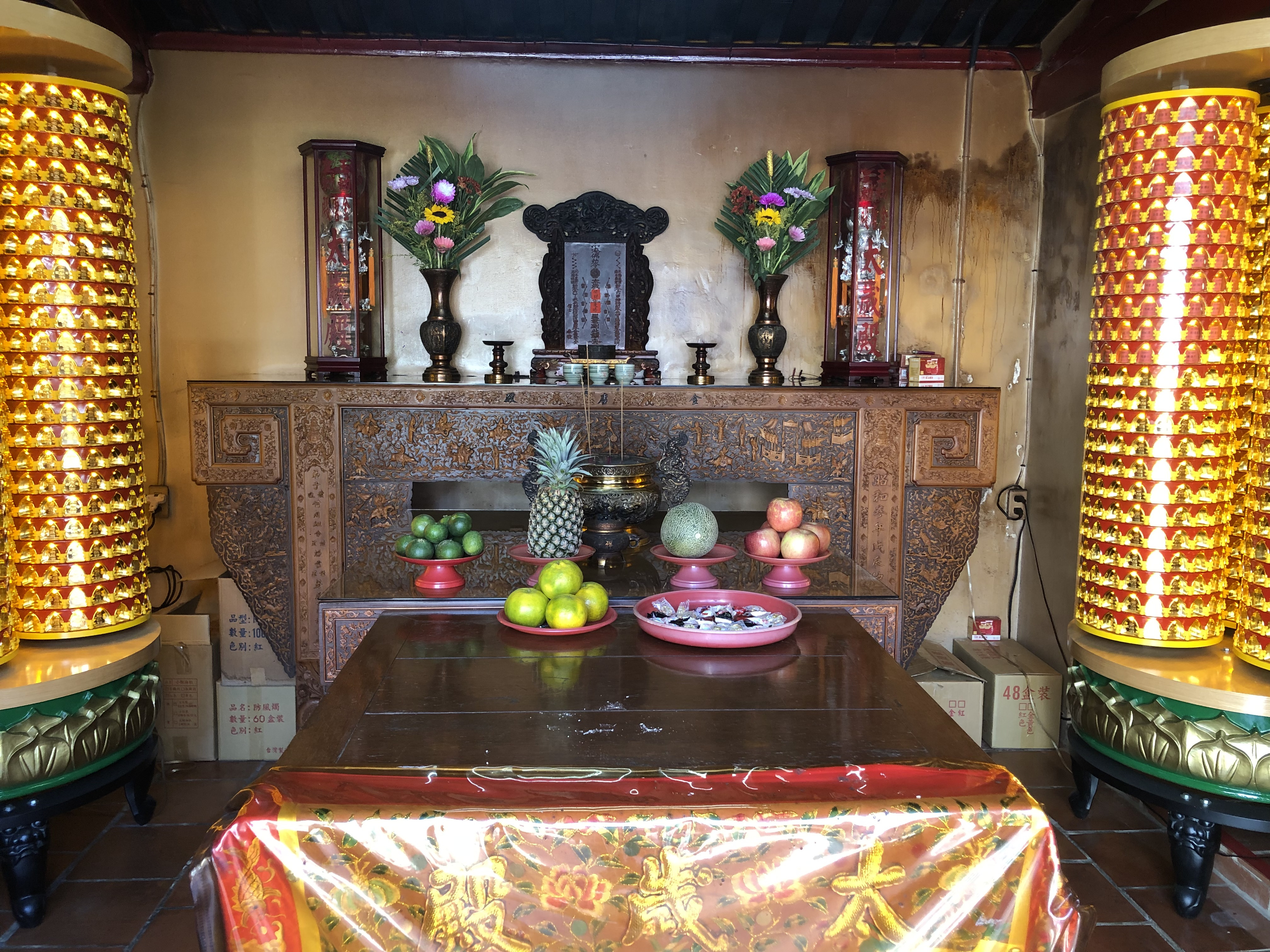
金唐殿旁殿的太歲殿，內部的桌子為昭和三年（1928年）所設。

- 太歲殿
  - 主祀：太歲星君

### 金府千歲與方府娘娘
關於金府千歲（原為金府元帥）與方府娘娘的來歷，吳新榮在《佳里鎮金唐殿善行寺沿革誌》（1963年）中認為因位於文獻上沒有記載，認為可能是「番仔佛」:25。而王石榴〈金唐殿簡誌〉則反駁吳新榮的說法，表示為誤傳，認為這兩尊神也是漢人先民自家鄉帶來的守護神:25。《蕭壠香──佳里玉勅皇勅金唐殿乙酉香科五朝王醮記實》（2006年），採用王石榴的「唐山佛」說法並加以故事化:25。日治時代初期因戰亂，金府千歲金身全數因被信眾長期恭請外出至各地駐駕，甚至因而留在當地建廟，未能回金唐殿，故留下諺語「金府興外庄」。後續因蕭壠香科復香之故，榮封為香科副帥，欽賜七星寶劍、玉印，統領天兵天將駕前保駕，並准先斬後奏，重雕金身供奉，為金唐殿對外代表神尊。

### 朱、雷、殷三王爺
金唐殿主神三位王爺據說是清乾隆年間，蕭壠居民從保大西里大人廟（今保西代天府）分香而來，在一些傳承中也有是「偷香」的說法。相傳蕭壠人到保大西里大人廟偷乞香火後，大人廟廟方曾見到三道神火向北方去，雖派人追趕但後來不知所蹤:213:27。然而保西代天府的三位王爺姓氏是朱、池、李，與金唐殿不同:156:28。關於這種現象，可能的原因有迎神者誤聽、刻意塑造不同稱謂以避免「偷香」之嫌等等:156:28。而在金唐殿每三年建醮一次時，會前往保西代天府請火:156:28。而在路途中，相傳路經蔦松三老爺宮時，殷王爺會「戀棧不歸」，是因為該廟為「殷王祖家」:52:28。
現今考證指出源於古曾文溪撿到王船並開始刈香活動。王船神明指點蕭壠庄民，有三尊天神奉旨從上天下凡來坐鎮蕭壠庄，信眾並前往到當時規模最大的臺灣縣保大西里大人廟代天府借殿開光(今歸仁保西代天府)，迎回護庇宮奉祀，變成主神。:28豎立大旗杆，玉勅尚方寶劍，以示職掌之身，平定四方。

### 吳府千歲
金唐殿供奉的吳府千歲來自南鯤鯓代天府，是日治時期的「鯤鯓王入蕭壠拆除小廟」事件後分祀而來:34。據說由於乙未戰爭中蕭壠一帶死傷慘重，眾多亡魂未被超度導致地方上雞犬不寧:34。大正十一年（1922年）左右當地居民乃北上迎請北港朝天宮天上聖母與南鯤鯓代天府的吳府千歲駐駕金唐殿，將蕭壠各處有應公祠逐漸拆除，並將骨骸集中埋葬，之後蕭壠才逐漸恢復平靜:34。據吳新榮《震瀛採訪錄》說法，兩神駐駕當時問神降乩約長達1年4個月:34。而由於此事，每當金唐殿三王誕辰之前，都會迎請北港媽祖與南鯤鯓王爺來「看熱鬧」:34。
由於吳府千歲與蕭壠有了密切關係，金唐殿特地分祀吳府千歲，自此成為當地信眾奉祀的重要神明:34。然而在1970年代有一六安里東勢角陳姓信徒迎回吳府千歲金身在家中鎮壇拜天公時，發生火災導致神像受損:34。之後由王連興（南鯤鯓代天府主委）捐贈東加王國老山柴來重雕神像，是為現在金唐殿供奉的吳府千歲金身:34。
而舊神像一說是燒毀，另一說是受到灼傷，後來被迎到高雄五甲代天府供奉，稱為「舊三王」:34。而五甲代天府供奉的「新三王」、朱王和觀音等神，也分祀自佳里金唐殿:34。

### 孔德尊王
日本明治年間在經歷蕭壠事件後，時任北門郡守酒井正之，追荐死難靖安，配合地方耆老及保正。金唐殿神明指示庄民，前往迎請北港朝天宮天上聖母（北港媽祖）及南鯤鯓代天府吳府三千歲（南鯤鯓吳三王）來佳里協助朱府、雷府、殷府千歲，代天巡狩，撫慰亡靈、安撫邪煞，整併集中各地有應公祠，安置於第十五角廣安宮將軍府（民間忠烈祠），奏請玉旨勅封孔德尊王（樹王公）坐鎮的廣安宮，統領有應公媽，以供人參拜致祭，部份安葬於廟旁約兩公里處的群塚裡，約在大正十一年（1922年）間完成，初期由金唐殿管理，後期另成立管理委員會管理廣安宮。事件後雷府千歲指示雕吳府千歲金身，邀請帶玉旨官吳府千歲入座，同享人間香火，蕭壠香科封為香科軍師，稱為南巡吳府千歲。
自此佳里才又繁榮起來。此後，民為感念北港朝天宮天上聖母及南鯤鯓代天府吳府三千歲當時前來協助佳里的恩情，每逢金唐殿主神聖誕之際，由金唐殿神明乘座八抬轎前往迎請北港朝天宮天上聖母及南鯤鯓代天府吳府三千歲來作客看戲，以答謝當時協助之恩。

## 建築特色
- 因為受皇帝勅封廟名，在臺灣為首間以「殿」為名的廟宇[7]，賞賜五爪金龍紋，至今仍然保留「五更早朝上殿」朝會科儀，亦屬官方祀典勅建廟宇之列。

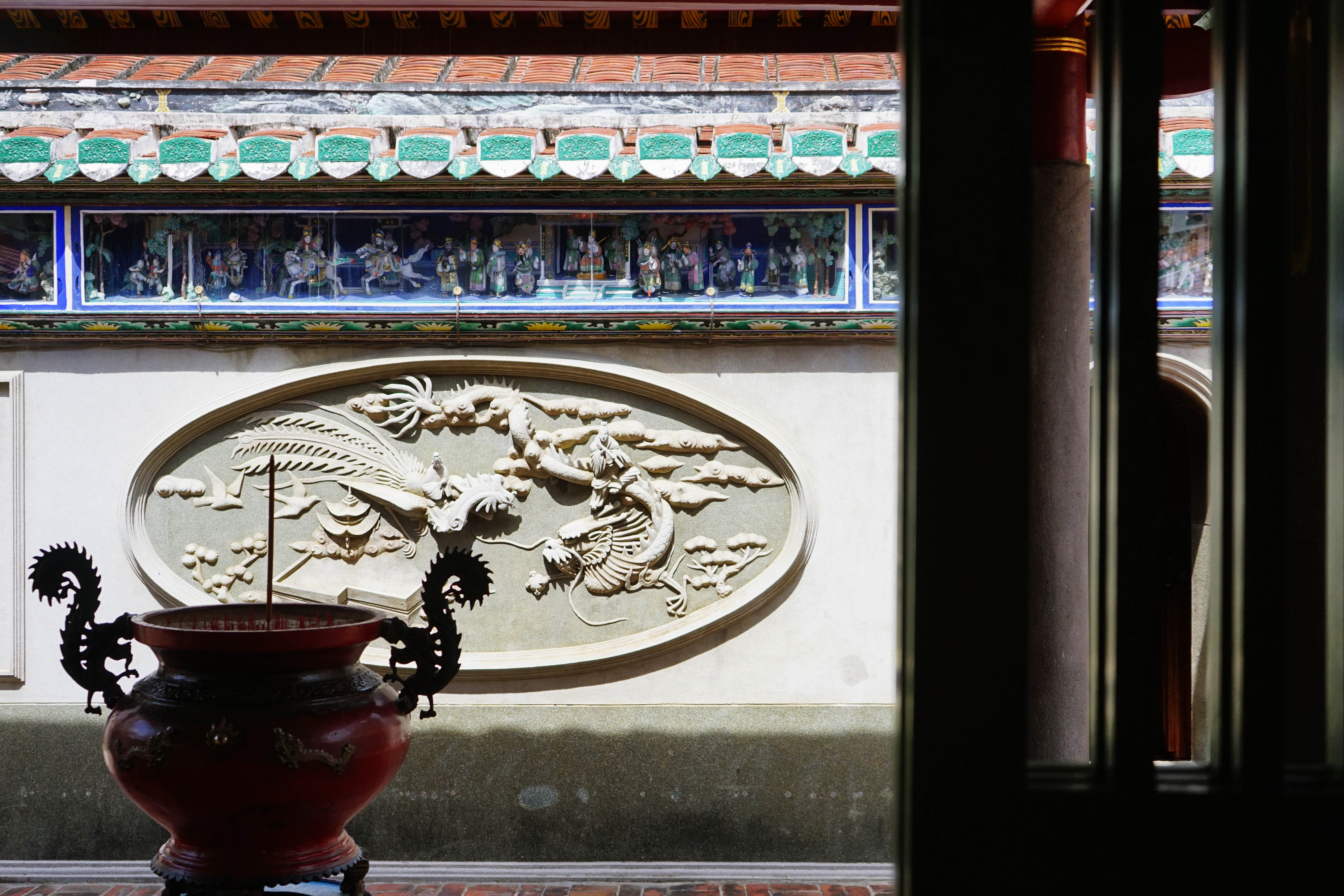
王石發與王保原父子的泥塑作品

- 王石發與王保原父子的泥塑作品廟宇建築為閩南傳統建築(閩南式)，建築格局為三開間三進型式，正面三川殿，並配以左右護龍，左廂為義民亭(現為辦公室)，右廂為慈善會辦公室。護龍正面作西洋式牌樓，三川殿屋脊屬潮州風格，其特色在燕尾尖倒勾作捲螺，屋脊及規帶線腳繁複，背身曲度和緩。整體建築構造屬於傳統式木結構及承重磚牆組合，廟埕前立木製大旗竿一對、七星井。

- 金唐殿現今廟貌規模於清朝咸豐五年年間(1855年)奠定，當時狹隘殿堂己不敷日益增多的信徒，由總理(現今主任委員)楊成美、陳文秀、舉人陳德言等首倡重建，禮聘嘉義交趾陶名匠葉王重建金唐殿。日本昭和三年（1928年）時任佳里庄長黃深淵復倡修廟，禮聘府城名畫家潘春源(潘麗水之父)來彩繪及畫門神，經潘春源介紹下，禮聘汕頭剪黏名匠何金龍來主持金唐殿尪仔堵及屋頂裝飾的整修工作。何金龍在黃深淵的首肯下，將葉王的交趾陶盡數汰換，從內外壁堵、屋脊到筏仔頭，從三川步口、正殿到後牆，全部改成剪黏。其剪黏作品人物比例精準、造型變化生動、姿勢表情豐富、色彩華美、作工細緻、用材自由，將剪黏技術發揮得淋漓盡致，並留下豐富完整的剪黏珍品留傳至今，然昔日交趾陶遺蹟，已不復見。何金龍更造一孫中山塑像剪粘於右壁前上方，為臺灣最早孫中山塑像。

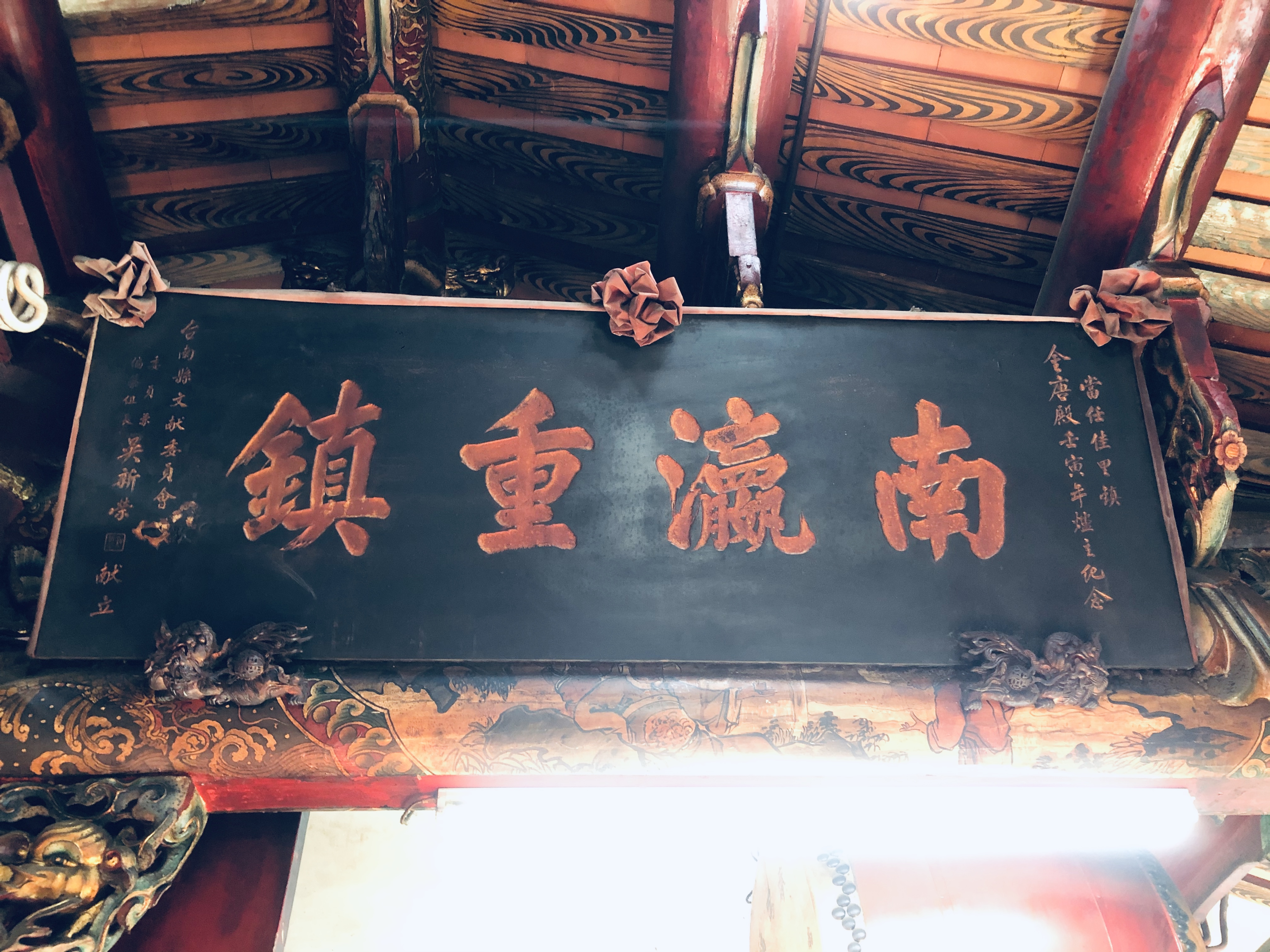
金唐殿大殿前吳新榮所贈牌匾「南瀛重鎮」。

- 民國45年（1956年）金唐殿重修，禮聘何金龍得意門生王石發（何金龍傳人）、王保原（國寶剪黏藝師、何金龍傳人）父子補修剪黏、潘春源彩繪油畫、施天福(任三峽祖師廟石雕總工頭)雕刻龍柱石壁，所有匠師均一時之選，作品雋永絕世，時任立法院長黃國書、考試院長賈景德及司法院長王寵惠均楹聯題書。時任總統李登輝、陳水扁、馬英九、蔡英文閣下，現任總統賴清德閣下皆致贈匾額。

## 轄境
- 十七角頭廿四村[1][7]

蕭壠角頭起源說法有數種，其第一種是是蕭壠因撿拾到王船，而舉辦王船醮典，境內的十七角頭便依抽籤順序來決定遶境的順序；其第二種清朝乾隆年間，林爽文事件時，蕭壠庄的義民以角頭的名義協助清朝官軍平亂，以出兵的先後順序來排定地方角頭的順序。在管理委員會尚未成立之前，境內的十七角頭在過去則負起金唐殿的祭典工作。
金唐殿轄境自古發展至今，主要是以蕭壠地區為主，十七角頭全在今佳里區境內，而廿四村庄由於年代久遠，散佈在西港區、將軍區、七股區等地。轄境北鄰佳里佳里興震興宮轄境，西鄰將軍漚汪文衡殿轄境，西鄰土城土城鹿耳門聖母廟轄境，東鄰麻豆麻豆代天府轄境，南鄰西港西港慶安宮轄境。
- 轄境廟宇

## 外部連結
- 佳里金唐殿的Facebook專頁
- 道教靈寶派建醮類科儀音樂 （页面存档备份，存于），呂錘寬1987年於佳里金唐殿「五朝王醮」錄製，臺灣音樂館典藏
- 佳里金唐殿——文化部文化資產局 （页面存档备份，存于）
- 佳里金唐殿蕭壠香——文化部文化資產局 （页面存档备份，存于）